# Callobius klamath
Espèce
Callobius klamath est une espèce d'araignées aranéomorphes de la famille des Amaurobiidae.

## Distribution
Cette espèce est endémique d'Oregon aux États-Unis,.

## Étymologie
Son nom d'espèce lui a été donné en référence au lieu de sa découverte, le comté de Klamath.

## Publication originale
- Leech, 1972 : A revision of the Nearctic Amaurobiidae (Arachnida: Araneida). Memoirs of the Entomological Society of Canada, vol. 84, p. 1-182.